# Tiho (album)
Tiho je debitantski studijski album Tihe Orlića. Album je 7. lipnja 2004. godine objavila diskografska kuća Croatia Records. Na albumu se pojavljuje i pjesma "Stari se", snimljena uživo s Markom Perkovićem Thompsonom.

## Popis pjesama
| 1.    | »Opasno je ljubiti«             | 3:18 |
| 2.    | »Falit ćeš mi ti«               | 3:28 |
| 3.    | »Ostani«                        | 4:00 |
| 4.    | »Dobra vila«                    | 3:25 |
| 5.    | »Ajde priđi bliže«              | 3:44 |
| 6.    | »Daleko je«                     | 4:13 |
| 7.    | »Naša prva noć«                 | 3:32 |
| 8.    | »Što se ne vratiš«              | 3:29 |
| 9.    | »Nisu to gromovi«               | 3:38 |
| 10.   | »Ženit ću se«                   | 3:18 |
| 11.   | »Stari se« (uživo s Thompsonom) | 3:58 |
| 39:03 |                                 |      |